# Wytwórnia Silników Wysokoprężnych Andoria

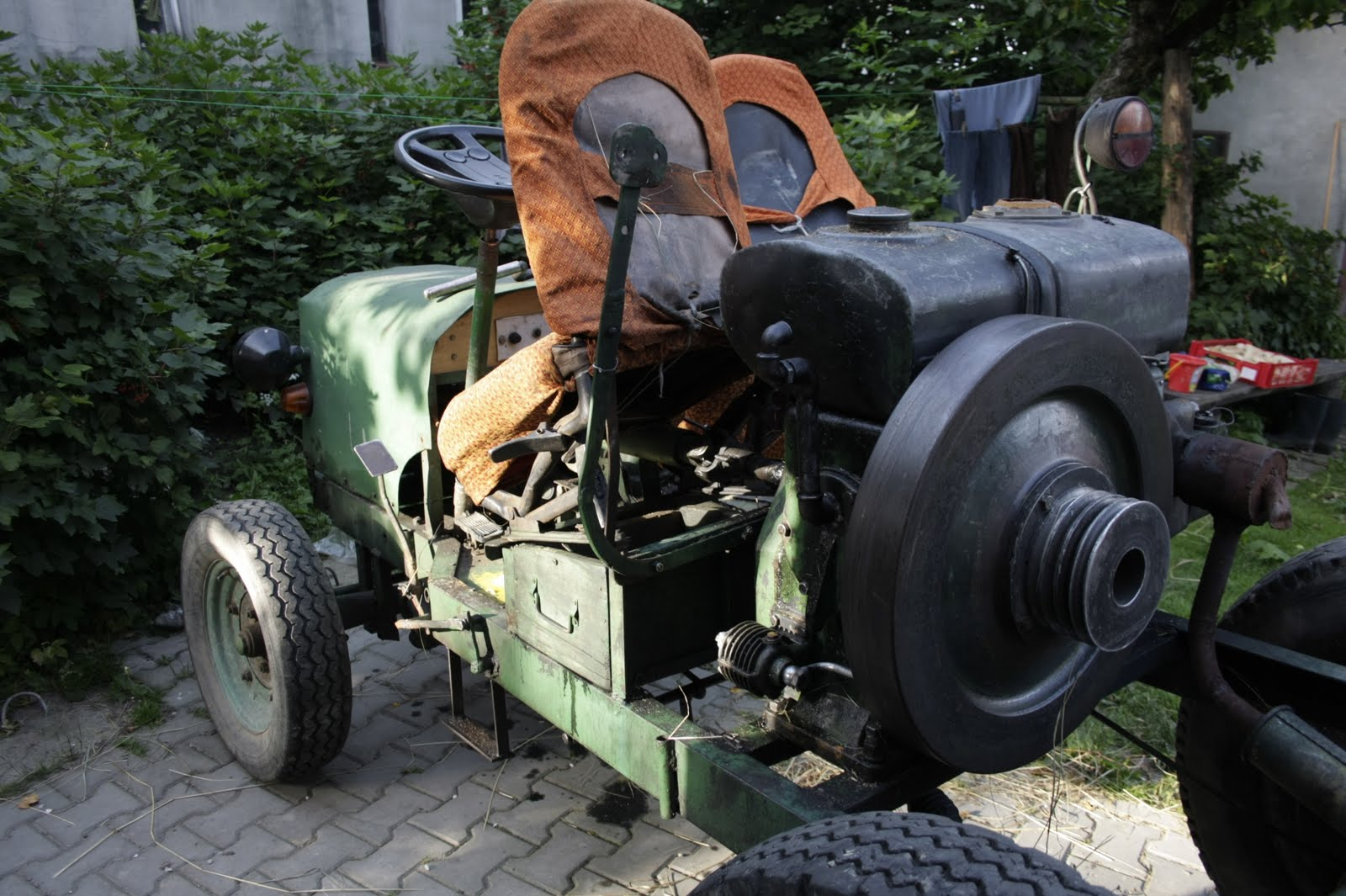
Samodzielnie skonstruowany traktor wykorzystujący silnik S320

Wytwórnia Silników Wysokoprężnych Andoria S.A. – przedsiębiorstwo w Andrychowie, specjalizujące się w produkcji silników wysokoprężnych i podzespołów do nich.

## Historia
W 1942 roku spod Kolonii do Andrychowa przeniesiono zakłady Aero-Stahl Werke, produkujące aparaturę wtryskową do samolotów myśliwskich Messerschmitt. Zakład został z powrotem przeniesiony w okolice Kolonii w 1944 roku. W 1945 roku w Andrychowie powołano Państwowe Zakłady Metalurgiczne, które tworzyli między innymi dawni pracownicy Aero-Stahl. Początkowo zakłady te produkowały maszyny rolnicze (wlewniki, łuszczarki), elewatory, maźnice wagonowe itp.
W 1947 roku, po przejęciu zakładu przez Zarząd Przemysłu Ciężkiego, rozpoczęto produkcję dwusuwowych silników typu S80, przeznaczonych do strażackich motopomp. W roku 1948 zakłady pod nazwą Wytwórnia Sprzętu Mechanicznego rozpoczęły produkcję wysokoprężnych silników S60 i S61-S64 z zastosowaniem do maszyn rolniczych; były one również przeznaczone na eksport do takich krajów jak Chiny czy Brazylia. W latach 50. przemianowano zakład na Wytwórnia Silników Wysokoprężnych oraz wyposażono go w biuro konstrukcyjne. W biurze tym, pod kierownictwem dra inż. Romana Błockiego, opracowano rodzinę silników S320, które od 1957 roku wyprodukowano w liczbie ponad 220 tysięcy. W 1964 roku w ramach wytwórni uruchomiono odlewnię żeliwa. W następnych latach produkowano takie silniki jak S301 i S231. W latach 60., na skutek włączenia WSW do nowo powstałego Zjednoczenia Przemysłu Lotniczego i Silnikowego, przeniesiono z Warszawy do Andrychowa produkcję silników S560 do Żubra A80. W 1966 roku rząd PRL zakupił licencję British Leyland na produkcję silników R6, z czego WSW powierzono produkcje jednego typu tych silników, o oznaczeniu O.400. Jednostki te, produkowane od 1967 roku, były używane w autobusach Autosan, kombajnach zbożowych Bizon i maszynach budowlanych (ładowarkach Fadroma). Na ich bazie powstały zmodyfikowane wersje czterocylindrowe SW266, a także turbodoładowane 6CT107 i 4CT107. Stosowano je między innymi w samochodach marki Star. W 1969 roku głównym konstruktorem WSW został inż. Andrzej Fryś, pod którego kierownictwem wytwarzano małe silniki typu 1CA90 i 2CA90, używane w amatorskich maszynach rolniczych. W 1973 roku w andrychowskiej fabryce wdrożono do produkcji turbodoładowane silniki 4CT107 oraz 6CT107.
Na przełomie lat 60. i 70. przy współpracy z Ricardo Consulting Engineers rozpoczęto opracowywanie prototypowego silnika 4C90, który z założenia miał być nowoczesną jednostką napędową polskich samochodów osobowych i dostawczych. Pierwsze prototypy tych nowoczesnych jednostek powstały w 1975 roku, a zainteresowanie nimi wykazywała firma Ford, która rozważała ich umieszczenie w modelu Transit. Jednostki 4C90 były wykorzystywane w takich samochodach, jak Żuk, Nysa, Lublin, LDV, ARO, Tarpan, Honker czy GAZ Gazela. W latach 1975–1978 planowano uruchomić w WSW Andrychów produkcję licencyjnych silników wysokoprężnych 6-cylindrowych typu Perkins 6.3544 i T6.3544 na podstawie dokumentacji zakupionych wraz z licencją na ciągniki rolnicze dla ZPC Ursus od firmy Massey-Ferguson-Perkins. Z powodu braku środków na inwestycje wstrzymano uruchomienie inwestycji.
W latach 1994–1998, na skutek nawiązania współpracy z LDV, rozpoczęto w zakładach Andoria montaż samochodów LDV 400 i LDV Convoy z silnikami Andoria. W 1996 roku zakłady zostały przejęte przez Daewoo. W 2002 roku powołano spółkę-córkę pod nazwą Andoria-Mot, która przejęła upadłą spółkę Daewoo Motor Poland i do 2003 roku produkowała samochody Lublin. Przedsiębiorstwo produkowało również na zamówienie wojska pojazdy Honker.
W 2015 roku spółka Andoria-Mot wraz z Odlewnią Żeliwa w Zawierciu oraz FUM CHOFUM założyła grupę odlewniczą pod nazwą Grupa Zawiercie.